# Tcheka
Tcheka, el nom veritable del qual és, Manuel Lopes Andrade (Ribeira da Barca, Santiago, 20 de juliol de 1973), és un cantant, compositor i guitarrista de Cap Verd, conegut pel seu treball en la modernització del batuque capverdià.

## Biografia
Tcheka es va créixer en una família musical. A l'edat de 14 anys, Tcheka va començar a tocar amb el seu pare violinista, el famós Nho Raul Andrade, en festes locals, noces i batejos. Al moment en què Tcheka va complir l'edat de 15 anys, va començar a desenvolupar el seu propi estil, incorporant els ritmes de batuque amb la seva guitarra. Quan era jove, Tcheka va sortir de la seva casa rural i es va anar a viure a la capital de l'illa de Santiago, a Praia. Més endavant es va convertir en un càmera de la televisió nacional, on va conèixer al periodista Julio Rodrigues, amb qui va escriure una sèrie de cançons i va actuar de manera informal en els bars de la capital caboverdiana.

## Discografia

### Àlbums d'Estudi
- Argui (2003)
- Nu Monda (2005)
- Lonji (2007)
- Dor De Mar (2011)
- Boka Kafé (2017)
- Spera Mundo (2025)